# ロードバイク

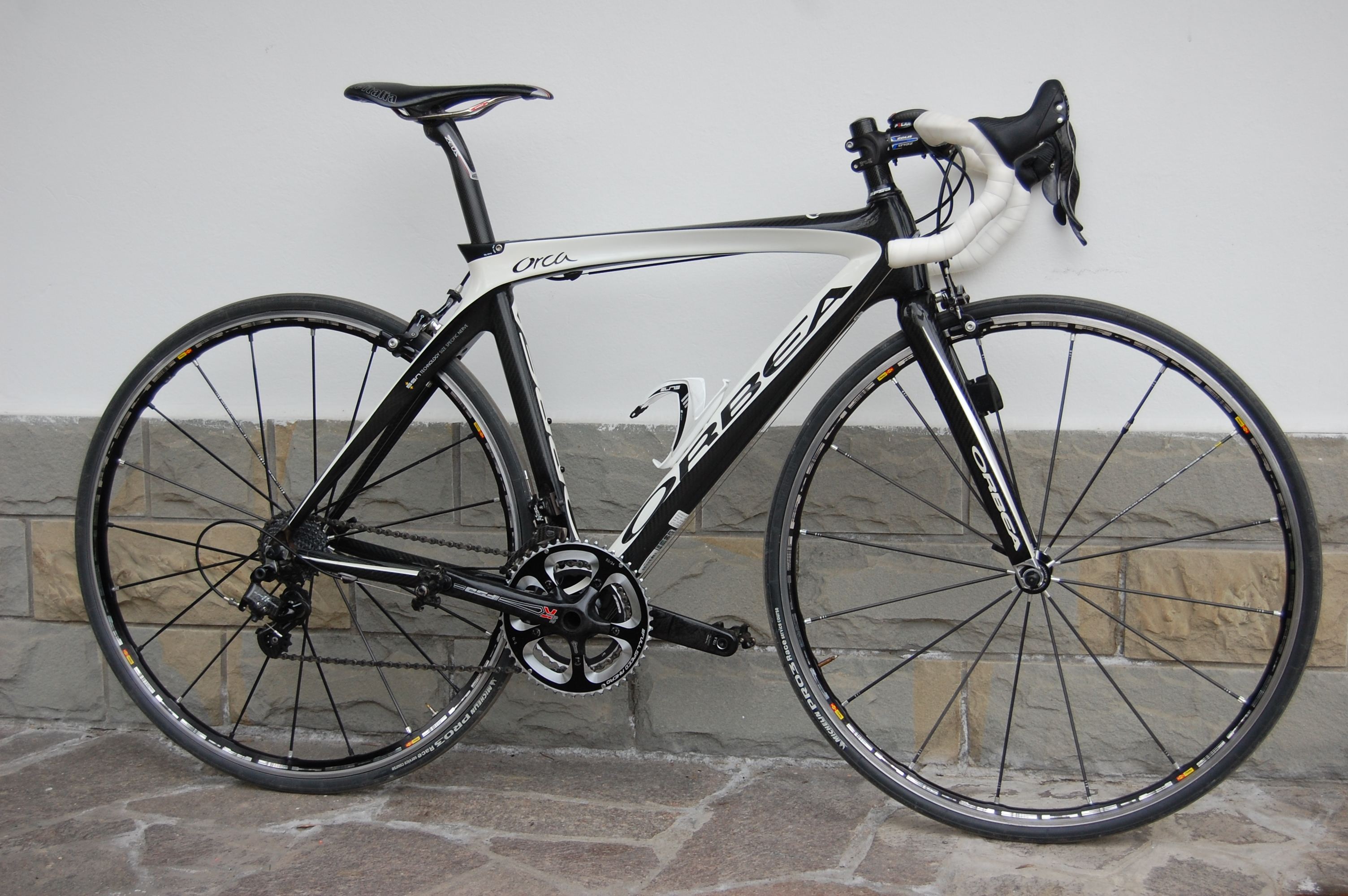
ロードバイクの例、Orbea Orca

ロードバイク（英: road bike）とは国際自転車競技連合（UCI）が定めたロードレース用自転車またはそれに準じたもの。「ロードレーサー」と呼ばれることもある。ツール・ド・フランスなどのUCI管轄の自転車ロードレースで用いられる。

## 歴史
競技用としてのロードバイクの原型が完成したのは1900年代頃と考えられる。当初、ロードレースは土道、トラックレースは陸上競技と共用の踏み固められた土のトラックで行われており、一方に特化した機材は存在せず、双方ともブレーキのない固定ギアの自転車が用いられていた。しかし、ロードレース用の自転車にブレーキが装備されるようになり、トラックレースではそれを禁じたことから双方の機材特化が始まった。ハンドルはセミドロップハンドルに近いものであったが、1910年代に入るとロードレースに適したドロップハンドルが開発された。また、この時代になるとダブルコグと呼ばれる左右で歯数の違うギアを装備した車両が一般的となり、起伏にもある程度対応できるようになった。しかし、ダブルコグ式は坂に差し掛かるたびに後輪を逆に取り付ける必要があるため交換に時間を要し、また固定に用いられるウィングナットは低温状況下において、かじかんだ手での着脱が困難なものであった。
1930年代になると、現在のロードバイク用ハンドルとして一般的なマースバーが使われ始め、1933年にウィングナット留めの欠点を補ったカンパニョーロの原点ともいえるクイックリリースシステムが登場した。
4年後の1937年には、ツール・ド・フランスにおいて変速機が使用できるようになった。
第二次世界大戦によってロードレースの開催が一時中断するものの、1947年にツール・ド・フランスが再開されるとふたたび技術革新が進み、フロントギアへの変速機構の導入や、木製リムから金属製リムへの移行などが行われた。
1950年頃になると、クランクを逆転させて変速する必要がないスライド式のディレーラーが前後とも主流となり、まもなくリアはタケノコ式のディレーラーに移り変わっていった。
1960年代初頭には、変速性能が良いパンタグラフ式が前後とも主流になった。こうして変速機構が進化するなか、ブレーキを備える固定ギアを用いる選手もまた1960年代前半頃まで少数ではあるが存在した。
1970年代に入ると、1971年にコンポーネントという概念を形にしたパーツセット「ヌーボレコード」（nouvo record。イタリア語で「新記録」）をカンパニョーロが発売し、翌年にはシマノがデュラエースを発売。カンパニョーロはこれに対抗して、1973年に「スーパーレコード」を発売するなど、ロードバイク業界は一気に変化を遂げた。1978年には、シマノが現在主流となっている「カセットフリー」（スプロケット）を実用化。デュラエースEXシリーズの一部として発売された。1980年代以降、ロードバイクもマウンテンバイクで培われた新しい技術を採り入れ､軽量化や新素材の開発も進み、信頼性・操作性が格段に向上した。

## 特徴
UCIが主催するロードレース用自転車に準じる。UCIの規定の範囲内に置いて高速走行性能を優先して設計されるため、決してロードバイクが最速ではなく、空気抵抗の点ではさらに先鋭化させたリカンベントも存在する。ドロップハンドルと呼ばれる特徴的な形状のハンドルをもち、泥よけやスタンドなど、走ることに不要な部品は装備せず、前照灯や後部反射板も装備していない。溝が浅く少ない、幅の細い高圧タイヤを履き、転がり抵抗の減少を図っている。部品や素材は開発が続けられており、軽量化が進んでいる。1990年代までは「ロードレーサー」と呼ばれていた。
UCIの規定はロードレースとしての範囲に対してのみ拘束力を持ち、「UCIが管轄しないロードレース」や「トライアスロンのバイクセクション」、「単なる街乗り」などには及ばないが、参加する競技や利用場所の要件を満たす必要はある。

### 安全性
運転に当たって前傾姿勢を取るため前方視界が限られることなどから、シティサイクルなどに比べて事故の当事者となり得る可能性が高いため、一般道での走行には注意を必要とする。

### 質量
車体質量が小さいほど加速や登坂に要するエネルギーは少なくて済むために、ロードバイクでは軽量性が重視される。現在では、新素材・設計の導入によりその質量は非常に小さく、一般的なシティサイクル、実用車の1/2 - 1/3（もしくはそれ以下）の質量になる。軽量なものでは5kgを切るような車体を作成することも可能である。どこまで実用的なのかは不明だが、２Kg台のロードバイクも存在する。

#### 競技主催者が定める重量制限
国際自転車競技連合（UCI）の規定では、過度な機材の軽量化を防止するために質量の最低重量を6.8kgと設定している。2000年代以降は炭素繊維強化プラスチックなど軽量な素材が登場し、最低重量を下回ることも容易となった。プロ競技においてはバラストとしてGPSやルート表示機能を備えたサイクルコンピュータやパワー測定装置、ディスクブレーキなどの機材を装着して規定をクリアする場合もある。

## 構成部品

### フレーム
ほぼすべてがシンプルなダイヤモンドフレームを採用しているといってもよい。これにはロードレースではUCIの規定によりダイヤモンドフレーム以外の機材を用いることが許されていないという理由もある。そのような規制がなかった1990年代には、個性的なフレームの自転車がタイムトライアル競技で採用されていた。UCIでなくワールドトライアスロンが統括するトライアスロン競技用として、非ダイヤモンドフレームの製品もあるが、以前に比べると減少傾向にある。1cm刻みのフレームサイズを用意できたパイプ接合の頃に比べ、サイズ別の成型型を用意しなければならないCFRP製一体成型が普及することに伴い、粗いサイズ展開になりつつある。
ロードバイク（ロードレーサー）は、源流を同じくするトラックレーサーとともに、現存する競技用、あるいはそれに準ずる自転車の最も古い形態であるということができ、最もシンプルな形をしている。より速く走るためにできるだけ軽くし、無駄なものを可能な限り排除した設計がなされている。そのため、積載能力や走行以外の二次的な用途を前提とした設計はあまり考慮されていない。なかには乗り手の体重制限を設けてまで素材の肉厚を切り詰め、軽量化を図ったフレームも存在する。
フレーム素材は、クロムモリブデン鋼（クロモリ）に代表される鋼（スチール）、アルミニウム合金、カーボンが主流である。またかつてはアルミ+スチールやアルミ+カーボンなどのハイブリッドフレームも販売されていた。2014年現在、トップカテゴリーではフルカーボンフレームが主流だが、入門用のものではアルミフレームも多く、スチールフレームは軽量化の面でアルミやカーボンに劣るためレースではほとんど使用されなくなったが、一般的に耐久性が高く長い期間使用できることやクラシカルな細身のフレームは独特の美しさを感じさせることもあり根強い人気がある。わずかだが荒れた路面での振動吸収を狙ったサスペンション機構を搭載するものも存在する。

### ホイール
プロレース、ハイレベルなアマチュアにおいては、コースに応じて高速巡航時の空力性能に優れたエアロホイールや、ヒルクライムに適した軽量ホイールなどが使い分けられる。また、規定で認められている場合には直径が違うホイールを使い分けることもある。この場合には、規格の違うホイールはフレームに適合しないため、車両ごと交換が行われる。

#### 規格
ロードバイクのタイヤは、700C、650C（26インチWO）。主流は700Cであり、ロードレースなどUCI管轄の自転車競技で700C以外が使われることは稀だが、トライアスロン用機材を中心に650Cのものが存在する。650Cのホイールは、700Cよりも径が小さいことで空気抵抗の少ないポジションがとりやすくなるため、集団走行やドラフティング（他の競技者の真後ろについて空気抵抗を軽減する技術）が原則として禁止されているトライアスロンでは、650Cは合理的な選択である。また、650Cはタイヤの外径が小さいため、タイヤを回転させるためのトルクが小さく、さらにギア比も小さくなることから加速の点では有利である。そのため、一時期ロードレースでも山岳での勾配が険しいコースで用いる選手もいた。しかし、直進安定性、高速巡航性能、コーナリング特性は700Cに比べて劣っているというのが定説である。

#### 流通・製造箇所による分類
ホイールには大きく分けて2種類の製品がある。技術的な分類ではなく、流通や製造箇所による分類である。
手組みホイール
従来からのタイプで、販売店のメカニック等によって文字通り一つ一つのパーツから手で組まれたものをいう。ほぼすべてのパーツを自分の好みや用途、体型などさまざまな要素に合わせて選べるため、自分に合ったホイールを作ることができるという利点がある。また市販されている部品を使うため、補修、整備も容易である。現在では補修、整備の容易さからツーリング用に使われたり、完組みホイールに比べて安価なために練習に使われたりする場合が多い。全体としてのバランスはよいが、特化した性質がないのが欠点ともいえる。全く同一のものでも、工場生産されたものは後述の「完組ホイール」である。
完組みホイール
1990年代に登場した、工場生産による市販の既製品である。機械による製造、あるいは熟練の担当作業員による組み立てによって、安定した品質の製品を大量に供給することが可能で、現在ではこのタイプが主流になりつつある。すべてのパーツを専用に設計することもできるためスポークの本数を大きく減らしたホイールなども生産でき、平地巡航目的、山岳コース対応の軽量モデルなど、競技の設定に応じて専用設計が行える利点があるため、手組みに比べてレースに用いられることが多い。

#### 構造
ホイールはハブ本体、リム、スポーク、ニップルから成り立っている。
ハブ本体
ホイールの中心にある回転部分。良いホイールはハブ本体のベアリングの精度が良いか、ハブ本体が軽量に作られている。ハブの本体はアルミ製が多いが、軽量を謳っているモデルは負荷の少ない部分にカーボンを用いることもある。前輪用のオーバーロックナット寸法は長らく100mmが続いているが、後輪用は120-142mmと幅があり、時代を遡るほど狭い傾向がある。2022年時点ではリムブレーキモデルで130mm、ディスクブレーキモデルで142mmというのが定番。
リム
ホイールの外周部にあたるリムは、素材として主にアルミが用いられるが、高級モデルを中心にカーボンを用いたものも存在する。ちなみに、レースの世界ではほとんどがカーボン製のリムを使用している。また昔ながらの木製リムもわずかではあるが流通している。マグネシウムのリムも一部流通しているが主流となり得るほどのバリエーションは存在しない。さまざまな形状があるが、大別すると通常のリムと平地巡航能力を上げたディープリムがある。ディープリムは重量で劣るが、空気抵抗の減少によって高速巡航能力が上がるように設計がなされている。
スポーク
スポークの材質には、ステンレスや鉄、チタンなどがある。一般的にはステンレスが使われているが、完組みホイールではアルミスポークを採用したものもある。チタンは大変高価でありながら伸びやすいため、普及してはいない。また、わずかではあるが非金属製スポークも存在する。また、空力抵抗の問題から、スポークの中心部を平らにつぶして空気抵抗を減らしたエアロスポークも利用されるほか、スポークではなく一体成形のディスクを採用したホイールも存在する。ただし、ディスクホイールは風が抜けないので、横から強風を受けると転倒の原因にもなり、また、質量面でも不利であるためトライアスロンやタイムトライアル（TT）など、使用環境は限定的といえる。
ブレーキ
ブレーキの種類は、以前まで主流だったサイドプル（デュアルピポットブレーキ）のほか、近年主流のディスクブレーキがある。

### タイヤ
基本的に仏式のバルブが使用され、高い空気圧を必要とする。チューブラー、クリンチャー（またはワイヤード・オン、略してWO）、チューブレスタイヤの三つの方式がある。
軽量性と地面との摩擦量を減らすことを重視されるため、トラックレーサーと並んで細いタイヤが用いられる。タイヤ幅は18～28mm程度である。主流は長らく23mm幅であったが、2015年頃より25mm幅に移り変わっている。ただし、タイムトライアル用のフレームなど、設計によってはチェーンステイ長をギリギリまで切り詰めているため、23mm幅のタイヤでさえ取り付けられないフレームも存在する。
レース用機材としてはチューブラーが一般的であるが、近年はクリンチャータイヤの性能も大きく向上しており、整備性やコスト面から、ホビーレーサーの間ではクリンチャーを採用するロードバイクも少なくない。チューブレスは対応ホイールの少なさと、タイヤ脱着の難易度が高いことから性能の割に普及が進まず、チューブレスほどかみ合わせをタイトにしない代わりに、シーラントでエア漏れを防ぐチューブレスレディという規格も誕生している。

### コンポーネント
コンポーネントとは、クランク、チェーン、前後変速機、前後ブレーキ、ブレーキレバー、多段ギア（カセットスプロケット）、前後輪ハブなど、自転車を構成する主要な部品をまとめた呼び方である。
コンポーネントそのものは1970年代から存在していたが、1980年代までは各種変速機のみ製造していたメーカーが存在し、好みに応じて選択することもあった。現在では、コンポーネントとしてひとまとめに選択・使用するのが普通である。
主なメーカーにシマノ、カンパニョーロ、SRAMがある。

### サドル
かつてはロードバイクでも一枚革をサドルフレームに鋲で張った革サドルが主流であったが、1970年代頃よりプラスチックベースに緩衝材を挟み込んで表面に薄い革もしくは合成皮革を張ったプラスチックサドルが出回り始める。サンマルコ社のコンコール、ロールスや、セラ・イタリア社のターボシリーズなど定番商品が登場し、完全にプラスチックサドルが主流となった。
現在では、サドルのレールやベースにカーボンやチタンといった軽く振動吸収の高い素材を使用したモデルもあり、合成皮革すら貼っていない「成型されたカーボンの板」そのものを用いることによって軽量性に特化したサドルも存在する。
ロードバイクは軽量に作られるため、サドルも薄く固く、乗り心地もさほど良くないものであった。これらは尿道や会陰部などを圧迫し、ライダーが苦痛を感じることもある。この対策として、サドルの中央から後部に溝を入れたり、中央に縦に穴を空けたサドルが登場している。サドルの前の方、尿道などがあたる部分に溝や穴を設け、圧力がかからないように工夫し、また、女性ライダーの増加にあわせて、サドルの後部を広くした女性用モデルも発売されている。
サドルの相性は個人差が大きく、価格や使用する人数の多寡だけでは必ずしもその性能を評価できない。一方で気に入ったサドルを長年使い続ける選手も多く、ランス・アームストロングが愛用したセラサンマルコ（Selle San Marco）・コンコールライト（刺繡なし）やマリオ・チポリーニに愛用されたセラサンマルコ・リーガルなどが有名である。日本人でも藤野智一は引退までロールスを愛用し続けた。

### ハンドル
アルミもしくはカーボンのドロップハンドルが採用されている。通常はステムを介してフロントフォークと結合されるが、近年ではプロ用機材を中心にステム一体型のハンドルも登場している。1900年代のツール・ド・フランスに使われた自転車ではドロップハンドルはまだ主流ではなく、セミドロップハンドルに近い形をしており、ハンドル形態は未完成だった。1910年代になって、ドロップハンドルがロードバイクのハンドルとして定着し、現在に至っている。

### ペダル
一般的な自転車で使われる「フラットペダル」と呼ばれる固定機構がないもの、競輪用レーサーにも用いられるトゥークリップとシュープレートで完全に固定するもの、固定されるが、定められた方向に力を加えると外すことが出来るビンディングペダル（クリップレスペダル）を使用する。多種多様なビンディングペダルが市場に出回っており、好みに応じて選択できる。ロードバイク用のビンディングペダルは力をあますことなく伝達することに特化しており、留め具であるクリートが大きく、サイクリングシューズを履いたままでの歩行は難しい。そのため歩行の容易なMTB用のビンディングもホビーサイクリストには広く使用されている。

#### ギア
2022年現在、ギア板の枚数は3メーカー共にフラグシップにフロント2枚、リア12枚を投入している。しかしシマノはフロント54-40というビックギアを用意、カンパニョーロは伝統的な53-39、SRAMはリア10T導入に伴いフロントが最大50Tになるなど、メーカーによって大きく違いが出ている。

## ロードバイクの種類

### 基本的なロードバイク

#### オールラウンダー
あらゆる場面、用途、レースに対応する最もスタンダードなモデル。メーカーによって「ノーマル」「レーシング」「コンペティション」などと呼称は様々である。各メーカーのフラグシップモデルや看板のモデルシリーズは基本的にオールラウンダータイプであることが多い。

#### エンデュランスロード
長距離走行の快適性に優れたモデル。一般的なロードバイクと比べアップライトポジション（深い前傾姿勢とならない高さにハンドルが位置する）であり、振動吸収性を高めたものが多い。エンデューロレースやロングライドに適している。

#### エアロロード
空力性能を高めたモデル。空気抵抗を極力減らすためフレームやホイールは扁平状となっている。平地での高速走行に優れる。
空力性能を重視しているという点で後述のタイムトライアルバイクと類似するが、こちらはあくまでも一般的なロードバイクの設計・機材を基調としており、タイムトライアル競技に限定されない汎用性を持つ。

### 特定の競技用として特化したもの

#### タイムトライアルバイク（TTバイク）
タイムトライアル競技用のスポーツバイク。空力性能に優れ、平地の短距離を高速で走行することに特化している。ハンドルはブルホーン型でダウンヒルバー（DHバー）が標準搭載されているほか、ディープリムホイール、ディスクホイールが多く採用される。

#### シクロクロス
シクロクロス競技用のスポーツバイク。オフロードの走破性が高い太いタイヤ、カンチレバーブレーキあるいはディスクブレーキが用いられる。

### その他

#### フラットバーロード
ドロップハンドルではなくフラットハンドルを装着したロードバイク。クロスバイクと形状は似ているが、ジオメトリ、コンポーネント、タイヤなどはロードバイクのものが用いられている。

#### ランドナー
ツーリング用に特化したスポーツバイク。フレームは溶接が容易な素材で作られており、フェンダー（泥除け）が標準で装備されていることがほとんどである。キャリアなどを取りつけるためのダボ穴が多く開いている。一般的なロードバイクと異なり、タイヤのバルブが英式である。

#### グラベルロード
オンロードとオフロード両方の走行性を兼ねそろえたスポーツバイク。メーカーによって「アドベンチャーロード」「オールロード」などと呼称は様々である。砂利道（グラベル）を走破できるように設計されたバイクで、グラベルバイクとも呼ばれている。
基本的にクリアランスが広く設計されているため、700Cのほか650Bのホイールの装着が可能であり、タイヤは28〜47mm幅程度のものまで装着できる。そのためオフロード寄りのタイヤであったりオンロード寄りのタイヤであったり両方への汎用性が高いものであったりと、様々な種類のタイヤを好みや状況に応じて選択することが可能である。
アップライトポジションで振動吸収性を高めたモデルが多いため長距離走行に優れるほか、ダボ穴が多く、ツーリングやバイクパッキング用の自転車として適性がある。
ドロップハンドルでオフロード走破能力が高いという点でシクロクロスと類似するが、シクロクロスが競技用として特化したものであることに対し、グラベルロードは競技用にとらわれないつくりとなっている（グラベルロード向けのレースやイベントも存在する）。ツーリング向きの自転車という点でランドナーとも類似するが、ランドナーが保守的な機材・設計であることに対し、グラベルロードでは最新のロードバイク機材・技術が多く採用されている。
シマノのGRX、カンパニョーロのEKARといったグラベル専用のコンポーネントも開発されている。ブレーキはディスクブレーキである。

## 主なロードバイク・ブランド
| - アンカー - オルベア - キャニオン - キャノンデール - クォータ | - コルナゴ - サーベロ - ジャイアント - スコット - スペシャライズド | - タイム - デローザ - トレック - ビアンキ - ピナレロ | - BH - BMC - フェルト - ボードマン - ボッテキア | - メリダ - リドレー - ルック - ウィリエール・トリエスティーナ |